# Medical Subject Headings
Medical Subject Headings o MeSH (i que es podria traduir, com «paraules claus de termes mèdics») és un vocabulari controlat en anglès que concerneix la nomenclatura. Es basa en la indexació d'articles sobre ciències de la vida. És una iniciativa de la United States National Library of Medicine (NLM o Biblioteca Nacional de Medicina dels Estats Units). La llista MeSH es basa en el sistema MEDLINE/PubMed.
MeSH es va introduir el 1960, amb el mateix catàleg d'indexació de la NLM i els encapçalaments de matèria de la publicació trimestral acumulada per l'Index Medicus (edició de 1940) com a precursors. Des del 2007 es va aturar la versió impresa anual i d'ençà és disponible en línia. Es poden fer cerques i descarregar de franc a través de PubMed. Originalment en anglès, MeSH ha estat traduït a altres llengües i permet la recuperació de documents en diferents llengües.